# 藏內車站
藏內車站（日语：／ Kurauchi eki */?）是位於日本宮城縣氣仙沼市本吉町，屬於東日本旅客鐵道（JR東日本）氣仙沼線的BRT車站。本站是由JR東日本仙台支社管轄的無人車站，並由石卷車站代為管理。

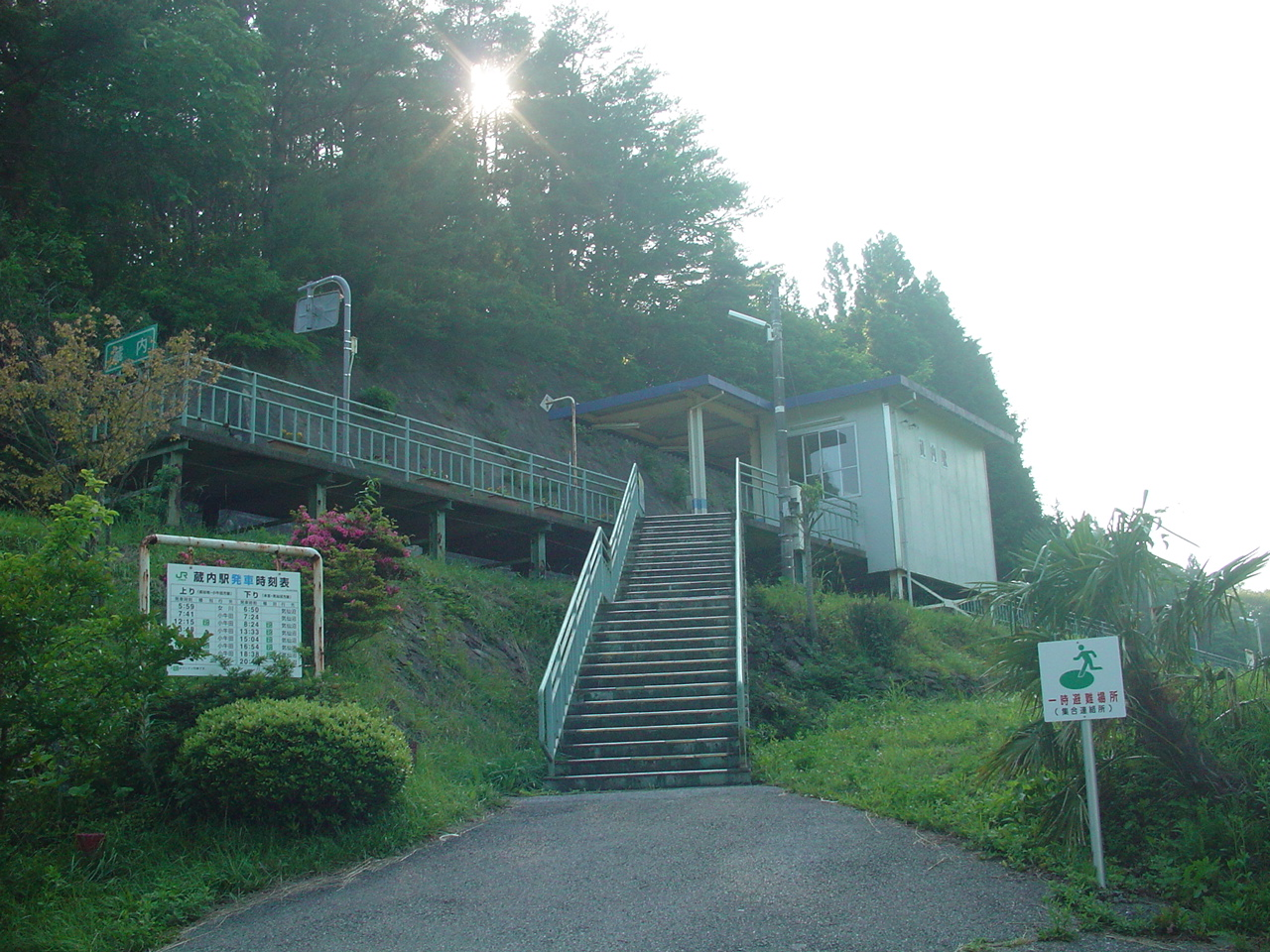
地震前的車站入口（2007年6月）

## 車站構造
本站在2011年日本東北地方太平洋近海地震前為建於盛土上，並設有側式月台1面1線的地面車站，也是由石卷站管理的無人站。

## 歷史
- 1977年（昭和52年）12月11日：車站啟用。
- 1987年（昭和62年）4月1日：日本國鐵分割民營化，車站管轄劃歸由東日本旅客鐵道繼承。
- 2011年（平成23年）3月11日：東北地方太平洋近海發生嚴重地震，营业暂停。
- 2012年（平成24年）8月20日：JR东日本改以BRT方式恢复运营[1]。
- 2013年（平成25年）9月5日：巴士专用道延伸，BRT用站房从旧址移动至专用道旁[2]。
- 2015年（平成27年）10月5日：因河川工事，站房移动至国道旁。
- 2019年（令和元年）11月1日：巴士专用道恢复，站房移动回专用道旁[3]。
- 2020年（令和2年）4月1日：随着柳津-气仙沼段铁路线废线[4][5]，不再作为铁路站。

## 車站週邊
- 國道45號

## 相鄰車站
東日本旅客鐵道
■氣仙沼線（BRT路段）
陸前港－藏內－陸前小泉

## 外部連結
- （日語）藏內車站（JR東日本） （页面存档备份，存于）

38°45′14.1″N 141°31′27.56″E / 38.753917°N 141.5243222°E
1. ↑  気仙沼線における暫定的なサービス提供開始についてPDF - 東日本旅客鉄道仙台支社プレスリリース（2012年7月18日）
2. ↑  気仙沼線BRTの専用道延伸及びダイヤ改正についてPDF - 東日本旅客鉄道仙台支社プレスリリース（2013年7月11日）
3. ↑  気仙沼線ＢＲＴダイヤ改正についてPDF - 東日本旅客鉄道仙台支社プレスリリース（2019年9月26日）
4. ↑   (PDF) (新闻稿). 東日本旅客鉄道. 2020-01-31  [2020-02-06]. （原始内容存档 (PDF)于2020-02-04） （日语）.
5. ↑   (PDF) (新闻稿). 国土交通省東北運輸局. 2020-01-29  [2020-02-06]. （原始内容存档 (PDF)于2020-01-30） （日语）.